# Christian Ernst Kollmann
Christian Ernst Kollmann (geb. 5. März 1792 in Lüneburg; gest. 18. Februar 1855 in Leipzig) war ein deutscher Buchhändler und Verleger. In seinem Verlag erschienen unter anderem die Buchreihe Amerikanische Bibliothek und die Gesamtausgabe von Alexandre Dumas‘ Werken (556 Bändchen, 1844–1859).